# Mark Todd

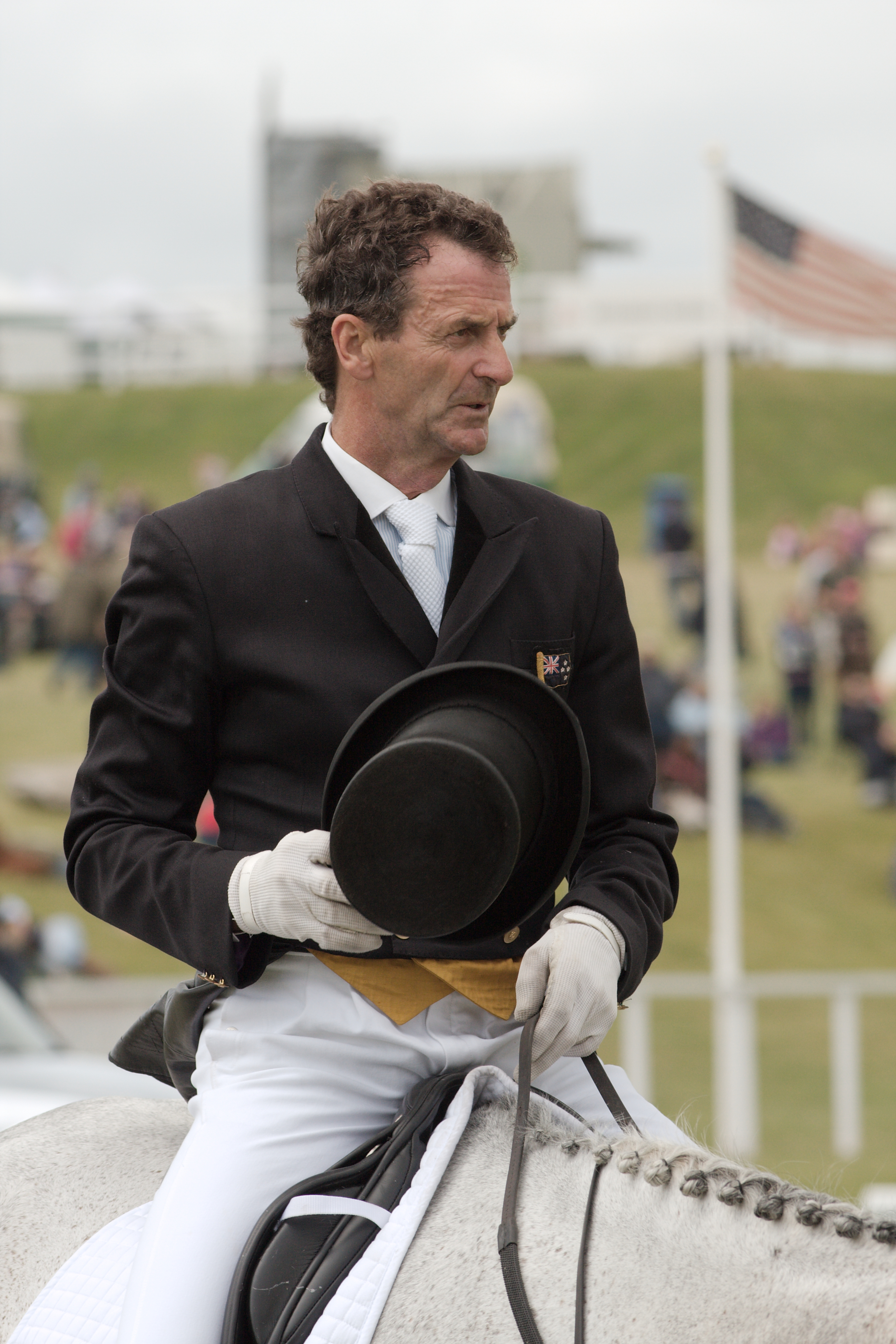
Mark Todd

Sir Mark James Todd, KNZM, CBE, (* 1. März 1956 in Cambridge, Waikato) ist ein ehemaliger neuseeländischer Vielseitigkeitsreiter und Pferdezüchter. Mit zwei Olympiasiegen, zwei Weltmeistertiteln, vier weiteren olympischen Medaillen und acht Siegen bei Wettbewerben der höchsten Kategorie CCI**** gehört er zu den erfolgreichsten Reitern in dieser Disziplin. Vom Weltreitverband FEI wurde er zum „Reiter des 20. Jahrhunderts“ gewählt.

## Karriere
1978 machte Todd am Waikato Technical Institute einen Abschluss in Agronomie. Im selben Jahr gehörte er in Lexington der ersten neuseeländischen Vielseitigkeits-Mannschaft an, die jemals an Weltmeisterschaften teilnahm. Als noch relativ unbekannter Reiter gewann er 1980 völlig überraschend die Badminton Horse Trials. An den Olympischen Spielen in Moskau konnte Todd nicht teilnehmen, da diese von Neuseeland boykottiert wurden.
Bei den Olympischen Spielen 1984 in Los Angeles wurde Todd Olympiasieger in der Einzelwertung. Diesen Erfolg wiederholte er vier Jahre später in Seoul; er gewann außerdem die Bronzemedaille in der Teamwertung und nahm zusätzlich im Springreiten teil, wo er den 26. Platz erreichte. Ebenfalls erfolgreich war er bei den Weltreiterspielen 1990 in Stockholm mit dem Gewinn der Team-Goldmedaille.
1992 in Barcelona konnte Todd eine weitere Medaille mit dem Team erringen, die silberne. Da sein Pferd sich verletzt hatte, konnte er 1996 in Atlanta nicht teilnehmen. Hingegen wurde er bei den Weltreiterspielen 1998 in Rom zum zweiten Mal Weltmeister mit dem Team und gewann die Silbermedaille in der Einzelwertung.
Todd konnte insgesamt acht Veranstaltungen der höchsten Kategorie gewinnen, fünfmal die Burghley Horse Trials (1987, 1990, 1991, 1997, 1999) sowie nach 1980 weitere dreimal die Badminton Horse Trials (1994, 1996, 2011). Seine erfolgreiche Karriere schloss er bei den Olympischen Spielen 2000 in Sydney mit dem Gewinn der Team-Bronzemedaille ab. Er trat daraufhin vom Spitzensport zurück und widmete sich hauptsächlich seinem Gestüt in der Nähe seiner Geburtsstadt Cambridge, wo er hauptsächlich Rennpferde züchtet. 2004 war er Trainer der neuseeländischen Olympia-Reitmannschaft.
Nach einer Unterbrechung von mehr als sieben Jahren gab Todd im Januar 2008 bekannt, wieder aktiven Wettkampfsport betreiben zu wollen. Es gelang ihm, sich für die in Hongkong stattfindenden Reitwettbewerbe der Olympischen Spiele 2008 zu qualifizieren, bei denen er den 18. Platz in der Einzel- und den 5. Platz in der Mannschaftswertung belegte.
Im Februar 2009 gab er bekannt, dass er weiterhin in England bleiben und den Sport mit dem Ziel Weltreiterspiele 2010 in Kentucky betreiben wird. Bei diesen gewann er mit Grass Valley als Teil der neuseeländischen Mannschaft Mannschaftsbronze.
Bei den Olympischen Spielen 2012 in London gewann er mit dem Team die Bronzemedaille im Vielseitigkeitswettbewerb. Auch an den Weltreiterspielen 2014 nahm er teil, schied jedoch mit Leonidas II im Gelände aus. Bei seinen siebenten Olympischen Spielen, 2016 in Rio de Janeiro, war er erneut mit Campino am Start. Nach einer fast makellosen Geländeleistung (zwei Minuspunkte für Zeitüberschreitung) lag Todd in Einzel- und Mannschaftswertung in aussichtsreicher Position. Das Mannschaftsspringen lief jedoch wenig glücklich, mit einem Ergebnis von 16 Strafpunkten vergab er die Chance auf die Mannschafts-Goldmedaille (Neuseeland fiel auf den vierten Platz zurück). Seine Chance auf eine Einzelmedaille war damit auch vertan, mit einem fehlerfreier Ritt im Einzelspringen erreichte er noch den siebenten Rang im Endergebnis.
Bei den Weltreiterspielen 2018 war Todd noch ein letztes Mal Teil einer neuseeländischen Equipe bei einem internationalen Championat. Im Juli 2019 war er mit seinem Wallach Leonidas II Mitglied der neuseeländischen Mannschaft, die den irischen Nationenpreis gewann. Im Zuge dieser Veranstaltung erklärte Mark Todd sein (zweites) Karriereende als aktiver Reiter.

## Erfolge

### Military / Vielseitigkeitsreiten
- Olympische Spiele:

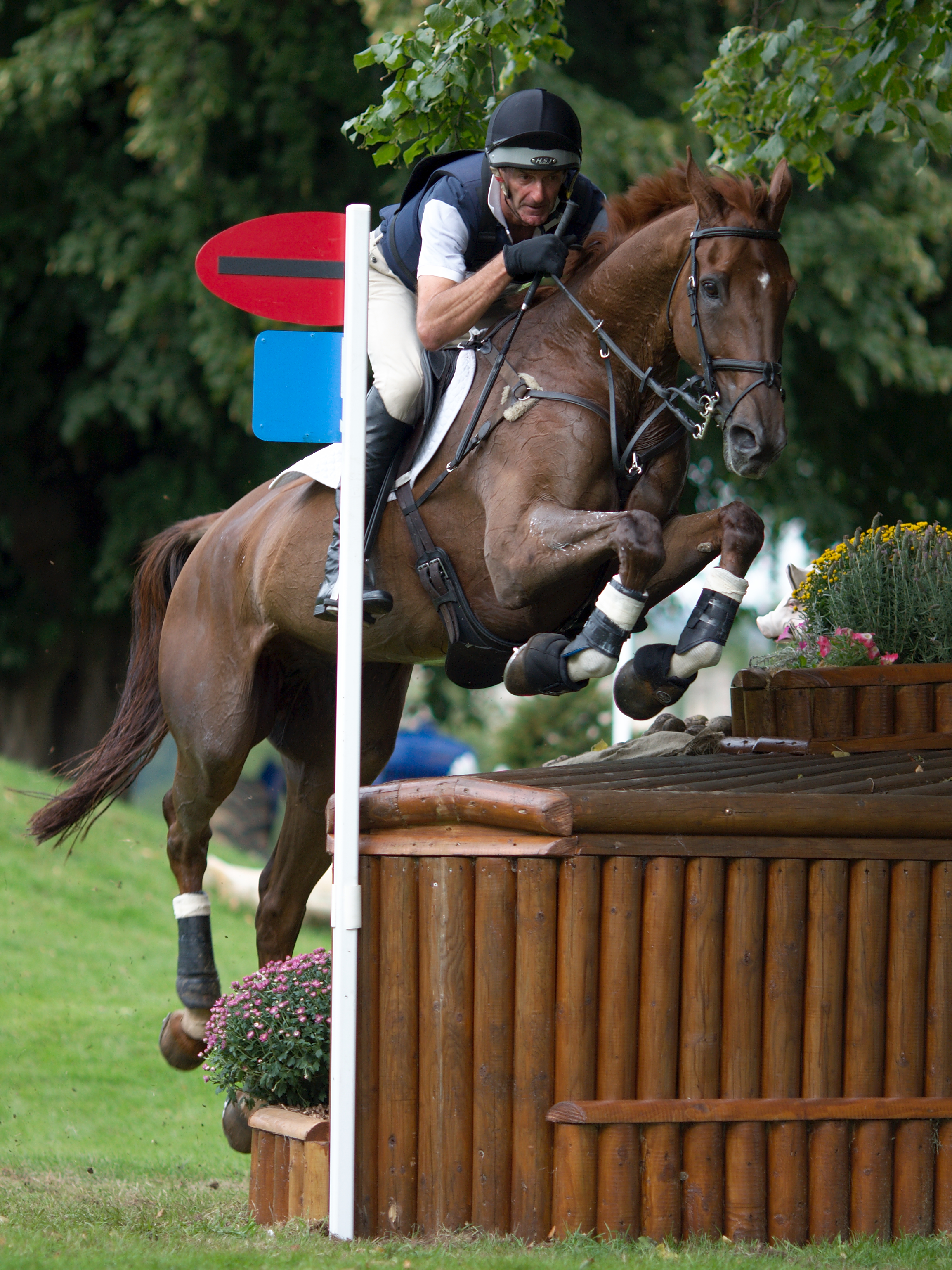
Mark Todd mit Major Milestone bei den Burghley Horse Trials 2010

  - 1984, Los Angeles: Gold Einzel, 6. Platz Mannschaft (auf Charisma)
  - 1988, Seoul: Gold Einzel, Bronze Mannschaft (auf Charisma)
  - 1992, Barcelona: Silber Mannschaft (auf Welton Greylag)
  - 2000, Sydney: 8. Platz Mannschaft (auf Diamond Hall Red), Bronze Einzel (auf Eyespy II)
  - 2008, Hongkong: 5. Platz Mannschaft, 17. Platz im Einzel (auf Gandalf)
  - 2012, London: Bronze Mannschaft, 12. Platz im Einzel (auf Campino)
  - 2016, Rio de Janeiro: 4. Platz Mannschaft, 7. Platz im Einzel (auf Leonidas II)

- Weltreiterspiele:
  - 1990, Stockholm: Gold Mannschaft, 5. Platz im Einzel (auf Bahlua)
  - 1994, Den Haag: 6. Platz Mannschaft, 47. Platz im Einzel (auf Just an Ace)
  - 1998, Rom: Gold Mannschaft, Silber Einzel (auf Broadcast News)
  - 2010, Lexington KY: Bronze Mannschaft, 11. Platz im Einzel (auf Grass Valley)
  - 2014, Haras du Pin/Caen: 14. Platz mit der Mannschaft (auf Leonidas II)[5]

- Europameisterschaften (offen):
  - 1997: Gold Einzel (auf Broadcast News)

- Sonstige bedeutende Turniere:
  - Sieger Badminton Horse Trials: 1980 auf Southern Comfort III, 1994 auf Horton Point, 1996 auf Bertie Blunt, 2011 auf Land Vision
  - Sieger Burghley Horse Trials: 1987 auf Wilton Fair, 1990 auf Face the Music, 1991 auf Welton Greylag, 1997 auf Broadcast News, 1999 auf Diamond Hall Red

### Springreiten
- Olympische Spiele:
  - 1988: 12. Platz Mannschaft, 26. Platz im Einzel (auf Bago)
  - 1992: 15. Platz Mannschaft, 34. Platz im Einzel (auf Double Take)

## Titel
Im Jahr 1984 wurde er mit dem Titel Member of the British Empire ausgezeichnet, elf Jahre später folgte die Auszeichnung zum Commander of the British Empire. Mit der New Year Honours List 2013 wurde ihm der Titel Knight Companion des New Zealand Order of Merit verliehen.